# 杜文安
杜文安（1932年3月5日—1972年6月16日），越南共和國軍高級步兵軍官。出身於守德步兵學校第四期。

## 生平
1932年3月5日，杜文安出生於越南北部河南省青廉縣錦貝村的一個中農家庭裏。1952年，畢業於南定的法國中學，獲得了半部分秀才文憑（第一部分）。

### 軍事生涯
1953年11月，杜文安應徵入伍，加入越南國軍，軍籍編號52/302.347。他參加了1953年12月1日開學的守德預備軍官學校第四期。1954年6月1日，以少尉的軍銜畢業，隨後被派往越南輕兵營擔任排長。
1956年6月初，越南國軍改組爲越南共和國軍後，杜文安晉升中尉，並擔任連長。1958年初，他被派往美國班寧堡陸軍步兵學校學習連長課程。1962年初，他被派往軍事大學（指揮參謀學院前身）第二期營長培訓班學習。
1963年11月初，吳廷琰總統被政變推翻後，11月3日，杜文安晉升上尉，擔任第七步兵師第十團第一營營長。1965年6月19日，晉升少校，並被任命爲第七步兵師第十一團副團長。
1968年初，他晉升中校，並被任命爲第七步兵師司令部第三處處長兼行軍中心指揮長。1969年10月，他被任命為第十團團長。1970年2月，他被破格升爲在任上校。

### 陣亡
1972年6月16日，杜文安陣亡。

## 榮譽
- 第四等保國勳章
- 帶有楊柳枝的英勇佩星